# Soviet system
Soviet system est un jeu de société créé en 1988 par la société Artichaut Films et édité par Milton Bradley France. 
La règle du jeu précise « N'oublie jamais que GAGNER est l'unique but du Soviet system. Jouer pour jouer ne sert à rien. Sois donc tout à la fois beau, généreux, menteur, fiable, malin, flatteur, voire tricheur... et ne désespère jamais. »

## Principaux aspects
Le jeu est un jeu de société, mélange de Monopoly humoristique et de Trivial Pursuit sur l'URSS qui se joue de 2 à 6 joueurs. Les joueurs progressent en fonction du résultat du lancer de dé. Chacun des joueurs a une datcha à sa couleur. Le vainqueur est celui qui, le premier, posera sa datcha sur l'étoile à l'effigie de Marx, au sommet de la nomenklatura ; il devient alors le nouveau Secrétaire général.
Pour y parvenir, il faut surmonter les obstacles rencontrés dans trois domaines : « Vie quotidienne », « Vie politique », et « Vie secrète et policière (KGB) », faisant chacun appel à 56 cartes.
Les joueurs, tout au long d'une partie, sont répartis en trois classes sociales : Ouvrier, Paysan, et Intellectuel.